# Pál Kitaibel
Pál Kitaibel est un médecin et professeur, à la fois botaniste et chimiste hongrois, né en 1757 à Mattersburg (ville de la frontière hongroise connue aussi sous son nom hongrois de Nagymarton) et mort en 1817 à Budapest.
Formé à la médecine, Paul étudie la chimie et la botanique à l’université de Buda. Il devient professeur et enseigne ces deux disciplines à Pest en 1794. Outre des travaux sur la flore et l’hydrographie de la Hongrie, l'audacieux chimiste étaye la proposition, à la suite de Franz-Joseph Müller von Reichenstein en 1782, formulant l'existence un nouvel élément tellurique à partir d'échantillons de minerais. Reprenant ces recherches intéressantes mais inabouties, Klaproth, averti par ses soins, isole et caractérise le corps simple caractéristique qu'il dénomme le tellure natif à l'état naturel, développe les rudiments d'une chimie du tellure en prouvant l'existence d'un élément sous-jacent nouveau le tellurium.
Il est notamment l’auteur, avec Franz de Paula Adam von Waldstein (1759-1823), de Francisci comitis Waldstein (M. A. Schmidt, Vienne, trois volumes, 1802-1812).
Une plante lui est dédiée : Viola kitaibeliana, une toute petite pensée sauvage à pétales blanc jaunâtre qui se rencontre dans les dunes littorales ; ainsi qu'une espèce de lézard, Ablepharus kitaibelii.